# Apaharan
Apaharan (w hindi: „Porwanie”)  to bollywoodzki dramat społeczny i polityczny z elementami thrillera wyreżyserowany w 2005 roku przez reżysera z Biharu Prakash Jha, autora Parampara, Dil Kya Kare i Gangaajal. W rolach głównych Ajay Devgan i Nana Patekar. Akcja filmu rozgrywa się w Biharze. Tematem filmu jest „wzlot” i „upadek” mężczyzny, któremu ojciec wpoił wysokie ideały i któremu nie udaje się żyć według nich. Zawodzi siebie i ojca. Odrzucony przez ojca szuka drogi do sukcesu na drodze przestępczej.

## Fabuła
Ajay Shastri (Ajay Devgan) żyje w  Salmapur w stanie Bihar. Jego ojciec profesor Raghuvansh Shastri (Mohan Agashe) jest naśladowcą Gandhiego, uznanym politykiem, z pasją krytykującym działalność polityków skażonych korupcją i powiązaniami z mafią biharską. Oczekuje, że jego syn pójdzie w jego ślady hołdując niezłomnie wyższym wartościom, żyjąc w każdych okolicznościach uczciwie i w prawdzie. Tymczasem Ajay, mimo ukończenia z wyróżnieniem szkoły policyjnej, od lat nie może dostać się na listę kandydatów do zatrudnienia, ponieważ uparcie odmawia dania łapówki decydentom. Bezrobotny, zrozpaczony tym, że w przyszłym roku wiek uniemożliwi mu spełnienie marzenia o zostaniu policjantem, Ajay decyduje się dać łapówkę. Wbrew swoim przekonaniom i woli swojej ukochanej Meghi Basu (Bipasha Basu). Aby zdobyć pieniądze na łapówkę zapożycza się u miejscowego gangstera Murli (Murli Sharma). Dzięki łapówce wreszcie spełnia się jego wieloletnie marzenie – Ajay trafia na listę kandydatów do policji. Ale żyjący na bakier z prawem minister spraw wewnętrznych Dinkar Pandey (Chetan Pandit) stawia warunek. Jeśli ojciec Ajaya nie zrezygnuje z godzącej w niego krytycznej mowy wobec tłumów, Ajay zostanie skreślony z listy. Ajay próbuje przekonać swojego ojca, że jego nieustępliwość zniweczy marzenia syna. Profesor czuje się rozczarowany postawą syna. Oburzony odrzuca propozycję ministra. Ajay nie tylko traci szanse na dostanie pracy w policji. Przymuszany przez gangstera do zwrotu długu, zdesperowany decyduje się przyjąć od mafii zlecenie na porwanie pewnego bankiera. Porwanie to doprowadza go do konfliktu z chroniącym bankiera gangsterem Gaya Singh (Yashpal Sharma). Ajay z pogardą odrzucony przez bezkompromisowego w swoich poglądach ojca, upokorzony do granic wytrzymałości przez Gayę Singha, zabija gangstera. Nie ma już powrotu do świata wyznawanych dotychczas zasad, który dzielił z ojcem i Meghą. Ajay zwraca się do mającego ambicje polityczne szefa mafii muzułmańskiej Tabreza Alama (Nana Patekar) proponując mu swoje usługi.

## Obsada
- Ajay Devgan – Ajay Shastri
- Nana Patekar – Tabrez – Nagroda Filmfare za Najlepszą Rolę Negatywną
- Bipasha Basu – Megha
- Mohan Agashe – profesor Raghuvansh Shastri
- Yashpal Sharma – Gaya Singh
- Murli Sharma – Murli
- Mukul Nag – Usmaan, brat Tabreza
- Saurabh Dubey – Anil Shrivastava

## Nagrody
- Nagroda Filmfare za Najlepszą Rolę Negatywną – Nana Patekar
- Nagroda Filmfare za Najlepsze Dialogi – Prakash Jha